# Elecciones legislativas de Argentina de 1908
Las elecciones legislativas de Argentina de 1908 se realizaron el 8 de marzo del mencionado año para renovar la mitad de la Cámara de Diputados, cámara baja del Congreso de la Nación Argentina.

## Bancas a elegir
| Provincia           | Bancas | A elegir |
| ------------------- | ------ | -------- |
| Buenos Aires        | 28     | 15       |
| Capital Federal     | 20     | 11       |
| Catamarca           | 3      | 1        |
| Córdoba             | 11     | 9        |
| Corrientes          | 7      | 3        |
| Entre Ríos          | 9      | 1        |
| Jujuy               | 2      | 1        |
| La Rioja            | 2      | 2        |
| Mendoza             | 4      | 1        |
| Salta               | 4      | 2        |
| San Juan            | 3      | 2        |
| San Luis            | 3      | 3        |
| Santa Fe            | 12     | 6        |
| Santiago del Estero | 5      | 3        |
| Tucumán             | 7      | 2        |
| Total               | 120    | 62       |

## Resultados por provincia
| Provincia           | Diputado                    | Votos     |
| ------------------- | --------------------------- | --------- |
| Buenos Aires        | Adrián César Escobar        | 36.092    |
| Buenos Aires        | Félix Rivas                 | 36.076    |
| Buenos Aires        | Emiliano Molina             | 36.072    |
| Buenos Aires        | Eduardo Acosta              | 36.072    |
| Buenos Aires        | Eduardo E. Oliver           | 36.072    |
| Buenos Aires        | Alfredo C. Paz              | 36.072    |
| Buenos Aires        | Enrique Revilla             | 36.072    |
| Buenos Aires        | José M. Vega                | 36.072    |
| Buenos Aires        | Antonio Santamarina         | 36.072    |
| Buenos Aires        | Pedro Goenaga               | 36.072    |
| Buenos Aires        | José Inocencio Arias        | 36.072    |
| Buenos Aires        | Pastor Lacasa               | 36.072    |
| Buenos Aires        | Eduardo Castex              | 36.072    |
| Buenos Aires        | Fernando Cordero            | 36.070    |
| Buenos Aires        | Julio A. Costa              | 36.069    |
| Buenos Aires        | Emilio Carranza             | 36        |
| Buenos Aires        | Mariano Demaría (padre)     | 2         |
| Buenos Aires        | Pablo Riccheri              | 2         |
| Buenos Aires        | Mariano Demaría (hijo)      | 1         |
| Buenos Aires        | Francisco Canale            | 1         |
| Buenos Aires        | Valentín Feilberg           | 1         |
| Buenos Aires        | Dionisio Boffo              | 1         |
| Buenos Aires        | Julio Roca                  | 1         |
| Buenos Aires        | Alfredo Palacios            | 1         |
| Buenos Aires        | Alejandro Mantecón (h)      | 1         |
| Buenos Aires        | Juan B. Justo               | 1         |
| Buenos Aires        | Antonio Zaccagnini          | 1         |
| Buenos Aires        | Nicolás Repetto             | 1         |
| Buenos Aires        | Gregorio R. Pinto           | 1         |
| Buenos Aires        | Mario Bravo                 | 1         |
| Buenos Aires        | Francisco Cúneo             | 1         |
| Buenos Aires        | Enrique del Valle Iberlucea | 1         |
| Buenos Aires        | José Blanco                 | 1         |
| Buenos Aires        | Enrique Dickmann            | 1         |
| Buenos Aires        | Enrique Giménez             | 1         |
| Buenos Aires        | Basilio Vidal               | 1         |
| Buenos Aires        | Pedro Caracoche             | 1         |
| Buenos Aires        | Francisco Dagnino           | 1         |
| Capital Federal     | Nicolás A. Calvo            | 13.646    |
| Capital Federal     | Eliseo Cantón               | 13.470    |
| Capital Federal     | Manuel Carlés               | 13.310    |
| Capital Federal     | Lucas Ayarragaray           | 13.096    |
| Capital Federal     | Carlos Meyer Pellegrini     | 13.057    |
| Capital Federal     | Carlos Saavedra Lamas       | 12.921    |
| Capital Federal     | Pedro O. Luro               | 12.884    |
| Capital Federal     | José Miguel Olmedo          | 12.602    |
| Capital Federal     | José M. de Iriondo          | 12.476    |
| Capital Federal     | Joaquín Samuel de Anchorena | 12.422    |
| Capital Federal     | Pedro M. Cernadas           | 11.914    |
| Capital Federal     | Alfredo Palacios            | 7.692     |
| Capital Federal     | Francisco Cúneo             | 5.406     |
| Capital Federal     | Juan B. Justo               | 5.299     |
| Capital Federal     | 20 candidatos más           |           |
| Catamarca           | Deodoro Mazza               | 5.470     |
| Catamarca           | Pedro A. Vega               | 7         |
| Córdoba             | Luis M. Allende             | 11.132    |
| Córdoba             | Gerónimo del Barco          | 11.132    |
| Córdoba             | Vicente Peña                | 11.131    |
| Córdoba             | Luis Achával                | 11.131    |
| Córdoba             | Isidoro Ruiz Moreno         | 11.130    |
| Córdoba             | Alejandro D. Ortiz          | 11.128    |
| Córdoba             | José Manuel Álvarez         | 11.128    |
| Córdoba             | Gaspar Ferrer               | 11.127    |
| Córdoba             | Julio A. Roca (h)           | 11.127    |
| Córdoba             | Benigno Portela             | 3         |
| Córdoba             | Ramon J. Cárcano            | 2         |
| Córdoba             | Justo Hernández             | 1         |
| Córdoba             | Felipe Centeno              | 1         |
| Córdoba             | Manuel S. Ordóñez           | 1         |
| Córdoba             | Orgaz Montes                | 1         |
| Córdoba             | Ignacio M. Garzón           | 1         |
| Córdoba             | Roque C. Funes              | 1         |
| Córdoba             | Andrés Posse                | 1         |
| Córdoba             | Luis Posse                  | 1         |
| Córdoba             | Justino César               | 1         |
| Córdoba             | Manuel Peña                 | 1         |
| Córdoba             | Ángel Ferreyra Cortés       | 1         |
| Córdoba             | José del Viso               | 1         |
| Corrientes          | Juan Ramón Vidal            | 16.747    |
| Corrientes          | Manuel Bejarano             | 16.747    |
| Corrientes          | Eugenio E. Breard           | 16.747    |
| Corrientes          | Heriberto López             | 13        |
| Corrientes          | Adolfo B. Sánchez           | 13        |
| Corrientes          | Juan B. Contte              | 13        |
| Entre Ríos          | Sabá Hernández              | 9.430     |
| Entre Ríos          | Osvaldo Magnasco            | 1         |
| Jujuy               | Miguel W. Alviña            | Sin datos |
| La Rioja            | Wenceslao Frías             | 3.283     |
| La Rioja            | Antonio P. García           | 3.283     |
| La Rioja            | Marcial Catalán             | 1         |
| Mendoza             | Enrique L. Day              | 3.821     |
| Mendoza             | Lucio Funes                 | 5         |
| Mendoza             | Emilio Civit                | 1         |
| Mendoza             | Juan E. Serú                | 1         |
| Mendoza             | Conrado Céspedes            | 1         |
| Salta               | Felipe Guasch Leguizamón    | 5.711     |
| Salta               | Marcos Alsina               | 5.711     |
| Salta               | Silvano Gramajo Gauna       | 1         |
| Salta               | Robustiano Patrón Costas    | 1         |
| San Juan            | Ramón Moyano                | 4.166     |
| San Juan            | Victorino Ortega            | 4.166     |
| San Juan            | Carlos Conforti             | 3         |
| San Luis            | Belisario Olivera           | 2.188     |
| San Luis            | Belindo Sosa Carreras       | 2.188     |
| San Luis            | Benigno Rodríguez Jurado    | 2.188     |
| San Luis            | Zabala                      | 2.138     |
| San Luis            | Lucero                      | 2.138     |
| San Luis            | Concha                      | 2.138     |
| Santa Fe            | Gregorio García Vieyra      | 14.968    |
| Santa Fe            | Marcial R. Candioti         | 14.875    |
| Santa Fe            | Juan Carlos Crouzeilles     | 14.859    |
| Santa Fe            | Santiago Pinasco            | 14.855    |
| Santa Fe            | Celestino L. Pera           | 14.854    |
| Santa Fe            | Carlos Vocos Giménez        | 14.849    |
| Santa Fe            | Estanislao M. López         | 3         |
| Santa Fe            | Manuel Carlés               | 3         |
| Santa Fe            | Luis Lamas Freyre           | 2         |
| Santa Fe            | Rogelio Araya               | 2         |
| Santa Fe            | Pelayo Ledesma              | 2         |
| Santa Fe            | Martín Rodríguez Galisteo   | 2         |
| Santa Fe            | Antonio Brunetti            | 1         |
| Santa Fe            | Gotardo Triscornia          | 1         |
| Santa Fe            | Raúl R. Villarroel          | 1         |
| Santa Fe            | Ángel Arata                 | 1         |
| Santa Fe            | Manuel Menchaca             | 1         |
| Santa Fe            | Francisco Menchaca          | 1         |
| Santa Fe            | José Pinasco                | 1         |
| Santa Fe            | Ignacio Crespo              | 1         |
| Santa Fe            | Néstor de Iriondo           | 1         |
| Santa Fe            | Federico Valdez             | 1         |
| Santa Fe            | Luis V. González            | 1         |
| Santa Fe            | Tomás R. Cullen             | 1         |
| Santa Fe            | José Gálvez                 | 1         |
| Santa Fe            | Wenceslao Escalante         | 1         |
| Santa Fe            | José A. Gómez               | 1         |
| Santa Fe            | Alejandro Hertz             | 1         |
| Santa Fe            | Martín de Sarratea          | 1         |
| Santa Fe            | Pío Puiggrós                | 1         |
| Santa Fe            | Pedro P. Pacheco            | 1         |
| Santa Fe            | Gerardo Constanti           | 1         |
| Santa Fe            | Pedro Curuchet              | 1         |
| Santiago del Estero | Pedro Olaechea y Alcorta    | Sin datos |
| Santiago del Estero | Guillermo P. Olivera        | Sin datos |
| Santiago del Estero | Mariano Santillán (h)       | Sin datos |
| Tucumán             | José Frías Silva            | 16.603    |
| Tucumán             | Julio López Mañán           | Sin datos |

1. ↑  Renunció el 30 de septiembre de 1909, lo reemplaza Alfredo Echagüe en 1910.
2. ↑  Falleció el 1 de abril de 1912, no fue reemplazado.
3. ↑  Renunció el 20 de octubre de 1910, no fue reemplazado.
4. ↑  Electo para completar el mandato de Gerónimo del Barco (1906-1910).
5. ↑  Renunció el 29 de abril de 1910, lo reemplaza Juan J. Vernazza en un elección especial el 15 de agosto de 1910.
6. ↑  Renunció el 1 de junio de 1908, lo reemplaza Arturo Bouquet en 1910.
7. ↑  Renunció el 1 de abril de 1912, no fue reemplazado.
8. ↑  Renunció el 25 de diciembre de 1909, lo reemplaza Federico L. Garrido en 1910.
9. ↑  Falleció el 26 de julio de 1911, no fue reemplazado.
10. ↑  Electo para completar el mandato de Nicolás González (1906-1910).
11. ↑  Renunció el 17 de mayo de 1911, lo reemplaza José A. Correa en una elección especial el 23 de julio de 1911.
12. ↑  Renunció el 29 de abril de 1910, lo reemplaza Dámaso L. Beltrán en una elección especial el 24 de julio de 1910.
13. ↑  Asesinado el 24 de abril de 1908 antes de asumir, lo reemplaza Absalón Arias en una elección especial el 28 de febrero 1909.
14. ↑  Renunció el 7 de agosto de 1908, lo reemplaza Ezequiel Gallo en una elección especial el 30 de mayo de 1909.
15. ↑  Renunció el 18 de marzo de 1912, no fue reemplazado.

## Elecciones parciales
| Provincia           | Fecha                 | Candidato             | Votos  |
| ------------------- | --------------------- | --------------------- | ------ |
| Capital Federal     | 18 de octubre de 1908 | José Ignacio Llobet   | 7.789  |
| Capital Federal     | 18 de octubre de 1908 | Pedro G. Méndez       | 6.675  |
| Capital Federal     | 18 de octubre de 1908 | Alfredo Palacios      | 5.138  |
| Capital Federal     | 18 de octubre de 1908 | Juan B. Justo         | 4.633  |
| Capital Federal     | 18 de octubre de 1908 | Gregorio de Laferrère | 2.490  |
| Capital Federal     | 18 de octubre de 1908 | José Jani             | 599    |
| Capital Federal     | 18 de octubre de 1908 | Manuel Argerich       | 362    |
| Capital Federal     | 18 de octubre de 1908 | Álvarez de Toledo     | 20     |
| Santiago del Estero | 28 de febrero de 1909 | Absalón Arias         | 5.642  |
| Santiago del Estero | 28 de febrero de 1909 | Delfín Vieyra         | 4.282  |
| Santiago del Estero | 28 de febrero de 1909 | Otros                 | 6      |
| Tucumán             | 30 de mayo de 1909    | Ezequiel Gallo        | 12.483 |

1. ↑  Electo para completar el mandato de Ernesto Tornquist (1906-1910).
2. ↑  Electo para completar el mandato de Rómulo S. Naón (1906-1910).
3. ↑  Electo para completar el mandato de Mariano Santillán (1908-1912).
4. ↑  Electo para completar el mandato de José Frías Silva (1908-1912).